# ヴィヴィアン・キャンベル
ヴィヴィアン・キャンベル（Vivian Campbell、1962年8月25日 - ）は、北アイルランド出身のギタリスト。ハードロック/ヘヴィメタルの分野で活動。身長173cm。

## 来歴
ベルファスト出身。初めて見たコンサートはロリー・ギャラガーで、他にゲイリー・ムーア等から影響を受ける。1978年にスウィート・サヴェージを結成し、NWOBHMのムーヴメントの中で活動。1981年のシングル「テイク・ノー・プリズナーズ」のB面曲「キリング・タイム」は、後にメタリカにカヴァーされた。
1983年、ロニー・ジェイムス・ディオが新たに結成したバンド、ディオに加入。3枚のオリジナル・アルバムで演奏や作曲に貢献し、評価を高める。また、ディオが主催したチャリティ・プロジェクト「ヒア・アンド・エイド」でも重要な役割を果たした。ディオ脱退後、1987年にはホワイトスネイクの「スティル・オブ・ザ・ナイト」のミュージック・ビデオに出演し、エイドリアン・ヴァンデンバーグとのツイン・ギターという形でツアーにも参加するが、レコーディングには不参加のままホワイトスネイクを脱退。
1990年にはリヴァードッグスのデビュー作『リヴァードッグス』に参加するが、すぐに脱退し、ルー・グラム（元フォリナー）と共にシャドウ・キング結成、1991年に同名のアルバム発表。
1992年、デフ・レパードのツアーに参加し、以後正式メンバーとして活動。キャンベル加入後初のオリジナル・アルバムは、1996年の『スラング』。また、クロックというサイド・プロジェクトでも活動している。
2005年、初のソロ・アルバム『ツー・サイズ・オブ・イフ』発表。ブルースの楽曲をカヴァーした内容で、ボーカルもキャンベル自身が担当し、他にビリー・ギボンズ（ZZトップ）やテリー・ボジオが参加。

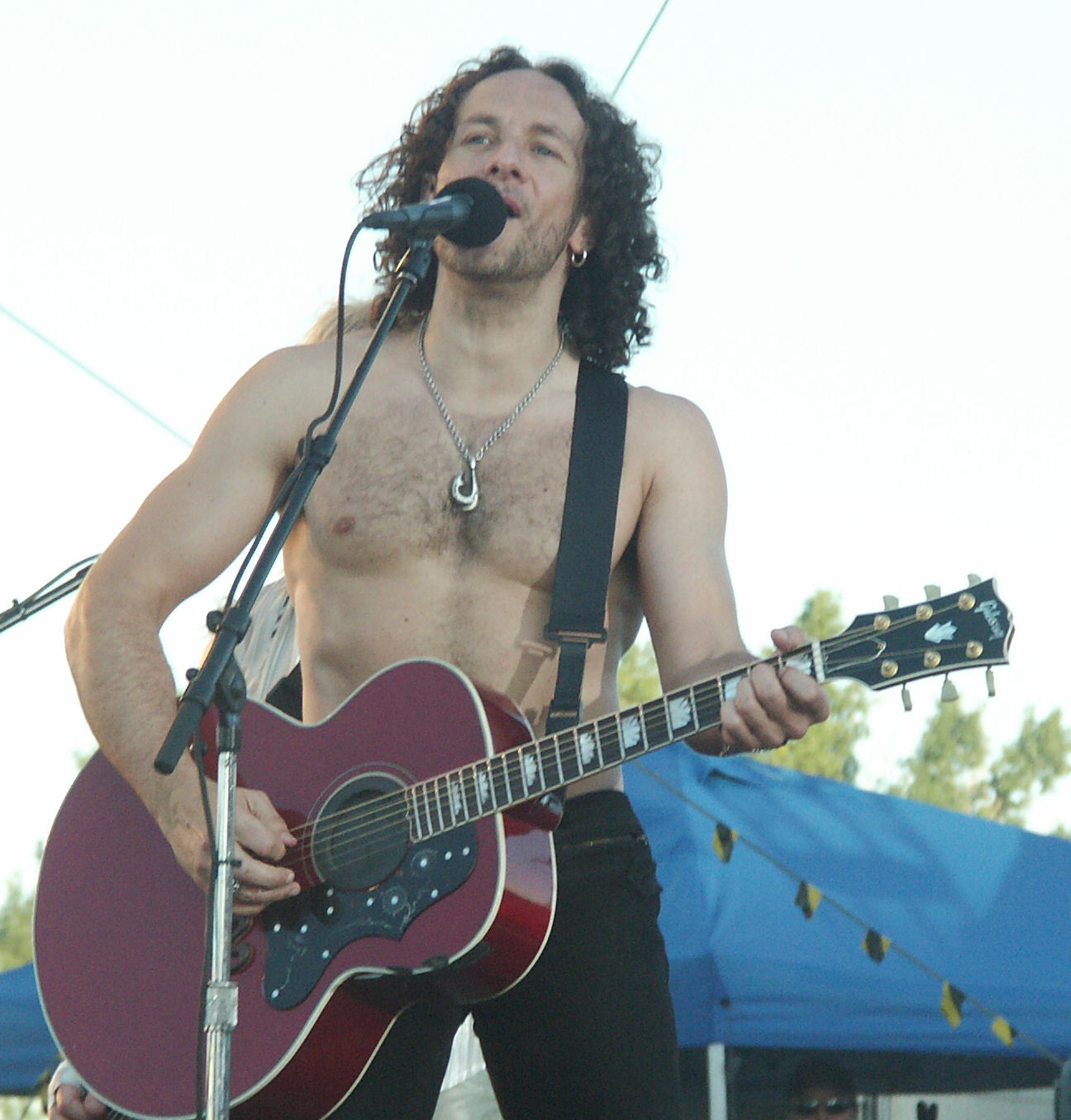
2007年のヴィヴィアン

2010年5月、デフ・レパードでの活動と並行して、スコット・ゴーハム、ブライアン・ダウニーを中心に再結成したシン・リジィに参加。
2013年にホジキンリンパ腫を発症し、同年6月にそのことを公表。治療を続けながら活動を続けると声明している。
2013年8月3日、ディオ時代共に活動していたヴィニー・アピス、ジミー・ベイン、元リンチ・モブのアンドリュー・フリーマンらと結成した「ラスト・イン・ライン（Last In Line）」の初ライブをカリフォルニアで開催。
2016年、ラスト・イン・ラインとしてのデビュー・アルバム『ヘヴィ・クラウン』をリリース。アルバムのプロデュースは、ディオにも参加経験のある元ドッケンでフォリナーのベーシスト、ジェフ・ピルソン。また、リヴァードッグスの再結成にも参加し、2017年7月にはアルバム『カリフォルニア』をリリースした。

## ディスコグラフィ

### ディオ
- 『情念の炎 - ホーリィ・ダイヴァー』 - Holy Diver（1983年）
- 『ラスト・イン・ライン』 - The Last in Line（1984年）
- 『セイクレッド・ハート』 - Sacred Heart（1985年）

### リヴァードッグス
- 『リヴァードッグス』 - Riverdogs（1990年）
- 『カリフォルニア』 - California（2017年）

### シャドウ・キング
- 『シャドウ・キング』 - Shadow King（1991年）

### デフ・レパード
- 『レトロ・アクティヴ』 - Retro Active（1993年） ※一部の収録曲に参加
- 『スラング』 - Slang（1996年）
- 『ユーフォリア』 - Euphoria（1999年）
- 『X』 - X（2002年）
- 『Yeah!〜イエーイ!』 - Yeah!（2006年） ※カヴァー・アルバム
- 『ソングス・フロム・ザ・スパークル・ラウンジ』 - Songs from the Sparkle Lounge（2008年）
- 『ミラー・ボール』 - Mirror Ball（2011年） ※ライブ・アルバム
- 『デフ・レパード』 - Def Leppard（2015年）
- 『ダイアモンド・スター・ヘイローズ』  - Diamond Star Halos（2022年）

### クロック
- Through Time（1998年）

### ラスト・イン・ライン
- 『ヘヴィ・クラウン』 - Heavy Crown（2016年）
- 『II』 - II（2019年）
- Jericho（2023年）

### ソロ・アルバム
- 『ツー・サイズ・オブ・イフ』 - Two Sides Of If（2005年）

### ゲスト参加作品
- ルー・グラム 『ロング・ハード・ルック』 - Long Hard Look（1989年）
- ジャック・ブルース 『クエスチョン・オブ・タイム』 - A Question of Time（1989年）
- ゴットハード 『ゴットハード』 - Gotthard（1992年）
- グラハム・ボネット 『デイ・アイ・ウェント・マッド』 - The Day I Went Mad…（1999年）
- スティール・パンサー 『鋼鉄の宴!』 - All You Can Eat（2014年）